# Лајв ејд
Лајв ејд (енгл. Live Aid) је био рок концерт који је одржан 13. јула 1985. на више локација, ; главне сцене су биле на Вемблију у Лондону (где је присуствовало 72.000 гледалаца) и стадиону ЏФК у Филаделфији (где је присуствовало око 90.000 гледалаца), уз наступе у Сиднеју и Москви.
Организатори манифестације су били Боб Гелдоф и Миџ Јур, а циљ је био прикупљање средстава за помоћ гладнима у Етиопији.  Преко 60 милиона долара је било прикупљено. 
То је био један од највећих икад реализованих сателитских и ТВ преноса - процењује се да је пренос уживо гледало око 1,5 милијарди гледалаца у 100 земаља широм света.

## Учесници

### На концерту у Вемблију, између осталих наступили су:
- Статус кво
- Адам Ант
- Алтравокс
- Шпандау Бале
- Елвис Костело
- Ник Кершо
- Шаде
- Стинг
- Фил Колинс
- Брајан Фери
- Пол Јанг
- У2
- Дајр Стрејтс
- Квин
- Дејвид Боуви
- Ху
- Елтон Џон
- Пол Макартни

### На концерту у Филаделфији, између осталих наступили су:
- Џоан Баез
- Фор топс
- Били Оушн
- Блек Сабат
- Крозби, Стилс и Неш
- Џудас Прист
- Брајан Адамс
- Бич Бојс
- Симпл Мајндс
- Претендерс
- Сантана
- Мадона
- Том Пети
- Кени Логинс
- Нил Јанг
- Ерик Клептон
- Фил Колинс
- Лед Цепелин
- Дјуран Дјуран
- Пати Ла Бел
- Мик Џегер
- Боб Дилан
- Кит Ричардс
- Рони Вуд